# Área de proteção ambiental de Maricá

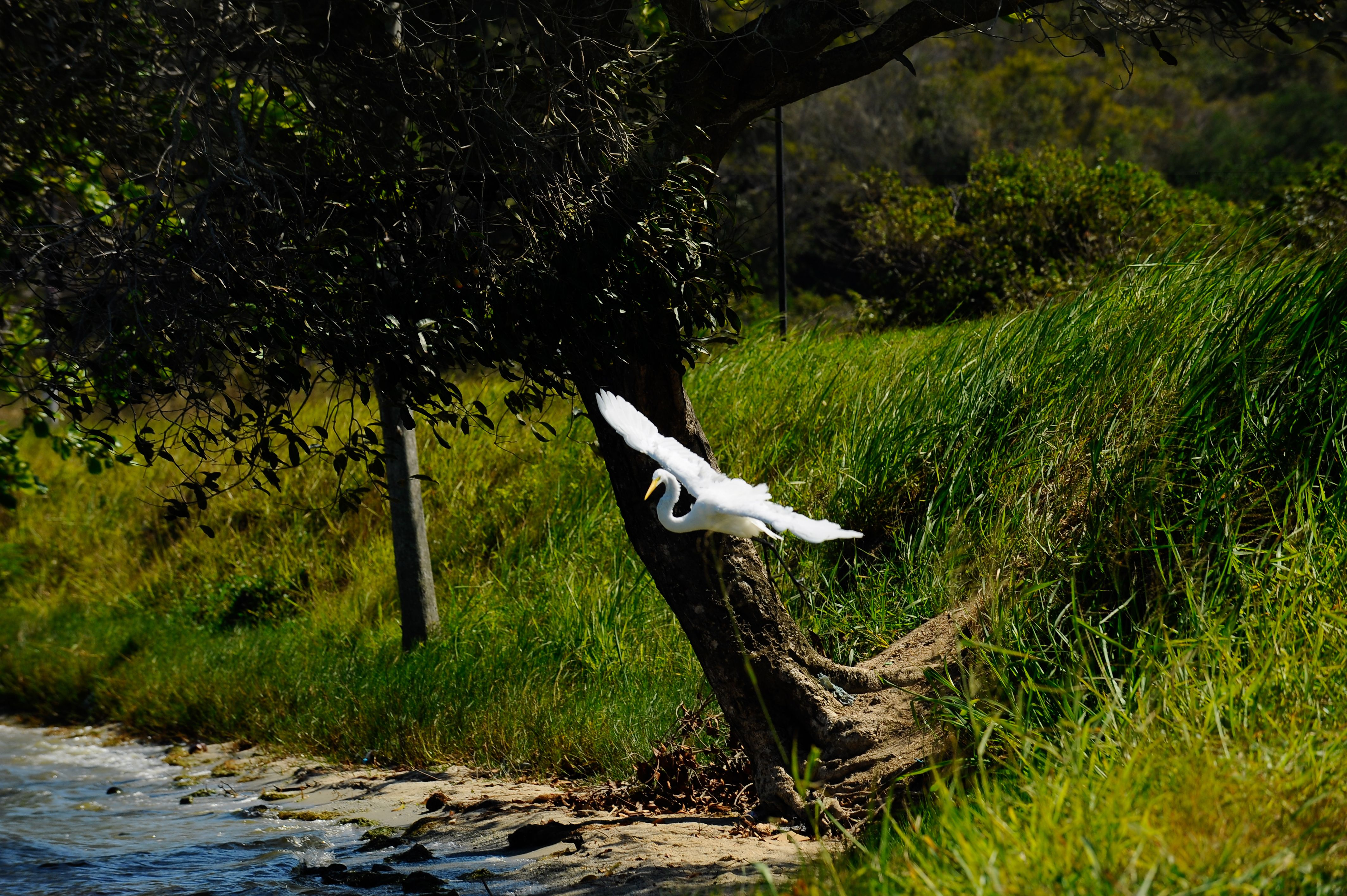
APA de Maricá na Região dos Lagos. Comunidade pesqueira de Zacarias. Foto: Tânia Rêgo/Agência Brasil

Área de proteção ambiental de Maricá é uma APA criada em 1984, cujo território abrange parte da Restinga de Maricá, Ponta do Fundão e toda a Ilha Cardosa, no município fluminense de Maricá.

## Características
A APA de Maricá se localiza na costa do município e é dominada pelo Bioma Mata Atlântica, predominantemente coberto pelo ecossistema de restinga, cuja vegetação inclui espécies como clusia, sumaré, salsão-da-praia, cajueiro e pitangueira. Já o ecossistema Floresta Atlântica está presente na Ilha Cardosa, na Ponta do Fundão e no Morro do Mololô há tabuleiros costeiros terminando em falésias esculpidas pelas águas do mar e das lagoas.
O local abriga também sítios históricos e  arqueológicos.
A fauna local inclui muitas espécies ameaçadas de extinção como  lagartos ( Liolaemus lutzae por exempo) , borboletas e anfíbios. Entre elas estão as 19 espécies endêmicas, que só ocorrem ali como como o peixe-das-nuvens (Leptolebias citrinipinnis), o ratinho-de-espinho e vários tipos de insetos e plantas. 
A Comunidade Tradicional Pesqueira Artesanal de Zacarias está presente ali desde o final do século XVIII de acordo com o registro do Mosteiro de São Bento. A "Pesca de Galho" na lagoa é a sua marca cultural mais relevante, como foi registrado e analisado por Marco Antonio Mello na sua tese de Doutorado em Antropologia e no livro Gente Das Areias : História, Meio Ambiente E Sociedade No Litoral Brasileiro. Maricá, Rj 1975 A 1995.   
Trata-se da restinga com o maior número de trabalhos científicos do país. Assim, os Conselhos Universitários da Universidade Federal do Rio de Janeiro - UFRJ e da Universidade Federal Fluminense - UFF e do Conselho Departamental da FFP/UERJ aprovaram moções oficiais em defesa da comunidade pesqueira de Zacarias, do ambiente e das áreas de pesquisa de quarenta anos. 
Moção da UFRJ:   UNIVERSIDADE FEDERAL DO RIO DE JANEIRO CONSELHO UNIVERSITÁRIO -  MOÇÃO EM DEFESA DA ÁREA DE PROTEÇÃO AMBIENTAL DA RESTINGA DE MARICÁ E DA COMUNIDADE PESQUEIRA DE ZACARIAS  "A Universidade Federal do Rio de Janeiro, através do seu Conselho Universitário, em sua sessão de 14 de agosto de 2014, vem manifestar que a Área de Proteção Ambiental de Maricá é um valioso patrimônio científico, cultural e ambiental da sociedade brasileira e por isto todo o seu espaço, inclusive a Comunidade Pesqueira de Zacarias e seu respectivo território, o ecossistema e as áreas de interesse para a pesquisa acadêmica devem ser totalmente preservados obedecendo aos dispositivos Constitucionais e demais bases legais. Qualquer intervenção de uso urbano será de imenso prejuízo para toda a comunidade científica, bem como um crime contra o povoado tradicional ali presente e ao ambiente. A APA deve ser de domínio público e recategorizada em Unidades de Conservação que protejam com responsabilidade os patrimônios ali presentes e proporcione garantias de proteção integral do ecossistema, das espécies raras e endêmicas, das investigações acadêmicas em curso e das práticas tradicionais pesqueiras". Carlos Antonio Levi da Conceição Reitor  14/08/2014  ....  

## Conflitos
Apesar da proteção legal, a APA enfrenta sérias ameaças à preservação da comunidade pesqueira tradicional de Zacarias e do ambiente . Em junho de 2007 o governo do estado do RJ decretou o Plano de Manejo/zoneamento da APA de Maricá (Decreto Estadual 41048/07)  ,  aprovando o uso urbano em metade da restinga (excluindo o trecho da praia, que já uma área não edificante)  e em maio de 2010 a Câmara de Vereadores aprovou o Plano Setorial da Restinga de Maricá  [ligação inativa] com o mesmo texto do Decreto já citado, reforçando o mesmo tipo de liberação  . Em 2011, o grupo empresarial IDB Brasil apresentou um projeto de construir dezenas de prédios residenciais, casas, campos de golfe e hotéis no local que ocuparia metade da área da restinga. A Licença Prévia ambiental, do que chamam de resort, foi expedida  em 2015 pelo INEA. O projeto enfrenta resistência de ambientalistas, da comunidade científica e da comunidade pesqueira de Zacarias, que temem o impacto sobre o Território da Comunidade pesqueira: as residências, as áreas de lazer e atividades comunitárias , as localidades de coleta de camboím, artefatos de artesanato, pescaria, medicamentos e frutas e, ainda, a destruição da ligação de Zacarias com o mar, os seculares caminhos de pescaria.